# Santa Croce e San Bonaventura dei Lucchesi

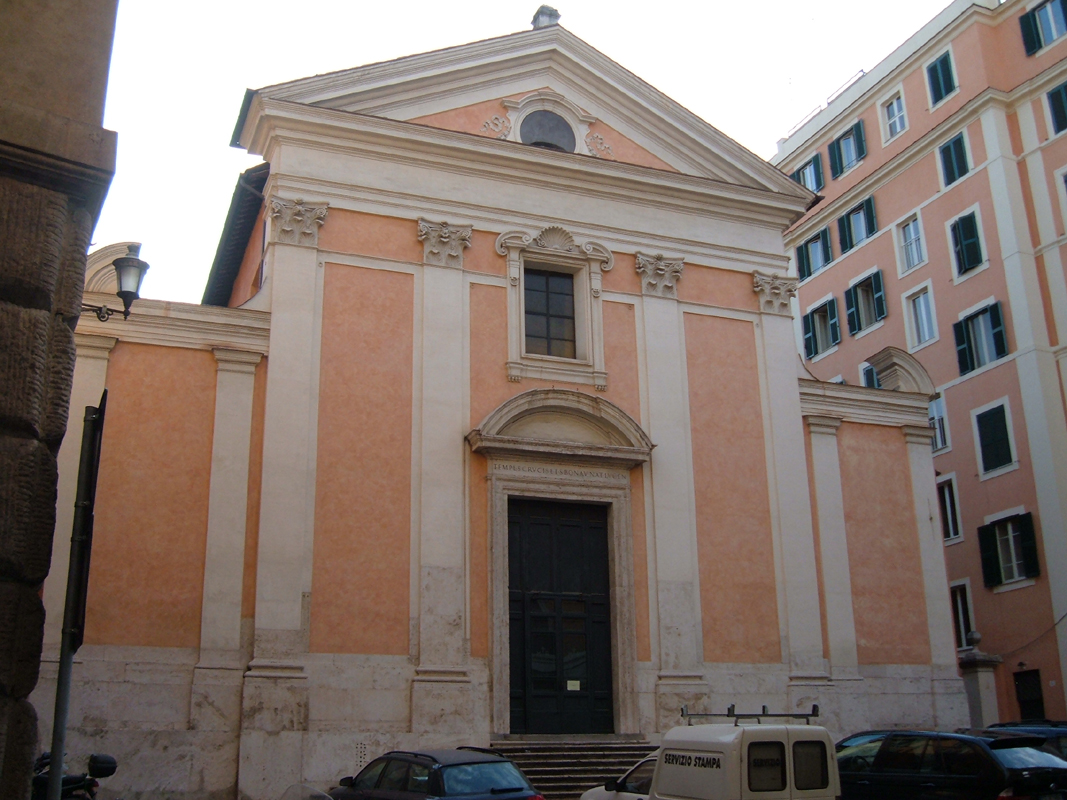
Die Fassade zur Via dei Lucchesi

Santa Croce e San Bonaventura dei Lucchesi, auch Santa Croce e di San Bonaventura dei Lucchesi, in Rom häufig auch in der Kurzform Santa Croce, ist eine Kirche in Rom. Die heutige Kirche entstand im späten 17. Jahrhundert. Sie ist Klosterkirche der Gemeinschaft Società di Maria Riparatrice und war luccesische Nationalkirche.

## Lage
Die Kirche liegt im II. römischen Rione Trevi etwa 150 Meter südsüdöstlich des Trevi-Brunnens in fast unmittelbarer Nachbarschaft der Päpstlichen Universität Gregoriana.

## Geschichte und Baugeschichte
Die Kirche steht in der Tradition eines allerdings nicht exakt an der heutigen Stelle befindlichen Baus San Nicola in Porcis. Dessen Beinamensherleitung ist umstritten. Ein Autor will eine Familie Porzia als Grundlage des Beinamens ansehen, die eher wahrscheinliche Möglichkeit ist wohl, dass aus dem in der Antike in der Nähe gelegenen Forum Suarium, also des Schweinemarktes, mit Umweg über porca, lateinisch: „Sau“ der Name entstand. Der Name wurde in mittelalterlichen Urkunden häufig verschleift, so in de Porcibus, in Porcilibus bzw. de porcis usw. Erstmals urkundlich genannt wird der Bau 1192. Es ist möglich, dass die heute in unmittelbarer Nachbarschaft zur Kirche stehende Klosterkapelle zu einem Gutteil aus den Resten dieser Kirche besteht. 1575 erfolgte die Weihe an den Hl. Bonaventura, zeitgleich wurde der Bau Kapuzinern übertragen. Der Hl. Felix von Cantalice hat sich hier aufgehalten. Papst Urban VIII. veranlasste durch eine Päpstliche Bulle, datiert vom 22. Mai 1631, die Zuschreibung der Kirche an die Einwohner von Lucca. Entsprechend dem Hauptheiligtum der Lucceser, dem Volto Santo von Lucca, erhielt die Kirche die Widmung neben Bonaventura an das Heilige Kreuz parallel dazu. Luccesische Bürger selbst gaben den Neubau in Auftrag, er erfolgte nach Plänen von Filippo Gherardi – dies ist nicht ganz gesichert – durch Mattia de Rossi als ausführendem Baumeister von 1692 bis 1696. Im späten 18. Jahrhundert sollte ein Turm hinzugefügt werden, dazu kam es nicht mehr. 1863 wurde die Kirche restauriert und dabei zumindest in Teilen umgebaut.

## Fassade
Die Kirche liegt an einem kleinen Vorplatz, einige Stufen führen zum Portal hinauf. Die Fassade ist im Mittelteil dreiachsig gearbeitet, jeweils zwei Seitenfronten als Rücklagen flankieren sie. Die Pilaster des Mittelrisalites folgen der korinthischen Ordnung, diejenigen der Rücklagen toskanischer Ordnung. Die Travéen werden von keinerlei Schmuck, wie etwa Nischen, durchbrochen. Über dem Portal mit einer Inschrift erhebt sich ein leicht verkröpfter Segmentgiebel. Das oberhalb eingestellte Rechteckfenster ist mit einer Muschel verziert. Über dem einfachen Architrav erhebt sich der ebenfalls schlicht gehaltene Dreiecksgiebel, lediglich ein verziertes Rundfenster durchbricht ihn mittig. Die seitlichen Rücklagen werden zu den Außenseiten hin von vereinfachten Voluten in Form von Viertelkreissegmenten bekrönt.

## Inneres und Ausstattung
Die Kirche ist einschiffig ausgeführt. Sie enthält jeweils drei Seitenkapellen an den Wänden, diese sind parallel zum Kirchenschiff als Längskapellen ausgeführt. Der Chor ist quadratisch gehalten und eingezogen. Über dem Chor erhebt sich eine flache Kuppel. Die Kirche wird von einer flachen Decke aus Holz gedeckt. Sie ist bemalt und vergoldet und wird ebenfalls de Rossi zugeschrieben, bis auf die Gemälde war sie 1673 fertiggestellt. Zwei luccesische Künstler, Giovanni Coli und auch der wohl die Kirche entwerfende Filippo Gherardi schufen die drei Gemälde der Decke 1677, dargestellt sind vorne – von der Portalseite zum Chor – Volto Santo, mittig und größer als die anderen beiden Kaiser Herakleios, der das Kreuz nach Jerusalem zurückbringt und zum Chor hin: Vera Ikon.
Die Wände des Kirchenschiffs werden zwischen den Kapellen von Pilastern abermals korinthischer Ordnung gegliedert, die Pilasterschäfte sind zusätzlich geschmückt, so mit Festons und Ranken. Die Hochwände oberhalb der Kapellen werden von Rechteckfenstern durchbrochen.
Die erste Kapelle rechts mit Blickrichtung Chor vom Eingang her ist die Cappella Fantinelli, wohl geschaffen von de Rossi, fertiggestellt wurde sie 1695. Sie enthält ein Tonnengewölbe mit einer Laterne und reiche Marmorverzierungen. Das Altarretabel enthält eine Darstellung der Hl. Zita, eine Arbeit des italienischen Barockmalers Lazzaro Baldi.
Gegenüber liegt die Cappella Pierleoni, das Gewölbe der Tonne ist freskiert, die Fresken folgen den Prinzipien der Trompe-l’œil-Malerei. Der Altar enthält kein Altarblatt, sondern ein Kruzifix. Die Seitenwände der Kapelle sind von zwei Ölgemälden bedeckt, links eine Darstellung Ecce Homo, rechterhand Dörnenkrönung.
Die mittlere Kapelle rechts ist die Cappella Castagnori, sie wird Simone Costanzi zugeschrieben. Ihre Kuppel ist den Raumvorgaben folgend leicht queroval ausgeführt. Auf dem Altarretabel befindet sich eine Darstellung der Immaculata, eine Arbeit Biagio Puccinis. Auch hier befinden sich seitlich zwei Ölgemälde, links Wunder des Hl. Lorenzo Giustiniani von Domenico Muratori und rechts Wunder des Hl. Frigdian, geschaffen von Francesco del Tintore.
Ihr gegenüber liegt die mittlere linke Kapelle, sie enthält vier Grabmäler. Auf der linken Seite das für Filippo Buonamico, er starb 1781, sowie für Lorenzo Prospero Bottino, gestorben 1818. Rechts befinden sich zum einen das Grabmal für Stefano Tofanelli, gestorben 1812. Dieser war selbst Maler, sein Bildnis hier schuf sein Bruder, Agostino Tofanelli. Daneben liegt das Grabmal des Alessandro Gaetano Buttaonio, er starb 1816. Das Altarblatt enthält eine Darstellung Krönung Mariens aus dem 17. Jahrhundert.
Die vorderste Kapelle rechts ist insoweit in der Kirche einzigartig, als sie vollständig illusionistisch und meistens in einfachen grauen Tönen ausgemalt ist. Selbst der Altar ist gemalt, die Darstellung des Erzengels Raphael auf diesem stammt aus dem 19. Jahrhundert.
Das Altarretabel der gegenüberliegenden Kapelle (die vorderste Kapelle links) enthält eine Darstellung Maria mit Kind und den Heiligen Bonaventura und Hieronymus, die Arbeit stammt aus der Schule Domenichinos.
Die Portalseite der Kirche enthält noch zwei weitere Grabmäler. Zum einen linkerhand das für Fantinello de Fantinelli, er ist der Stifter der Cappella Fantinelli und starb 1719. Rechts liegt Fabio Guinigi, er starb 1691. Bemerkenswert sind noch die Weihwasserbecken, sie entstammen noch dem 17. Jahrhundert.